# Crossopalpus cookiensis
Crossopalpus cookiensis är en tvåvingeart som beskrevs av Smith 1989. Crossopalpus cookiensis ingår i släktet Crossopalpus och familjen puckeldansflugor.
Artens utbredningsområde är Cooköarna. Inga underarter finns listade i Catalogue of Life.